# Expédition Weddell

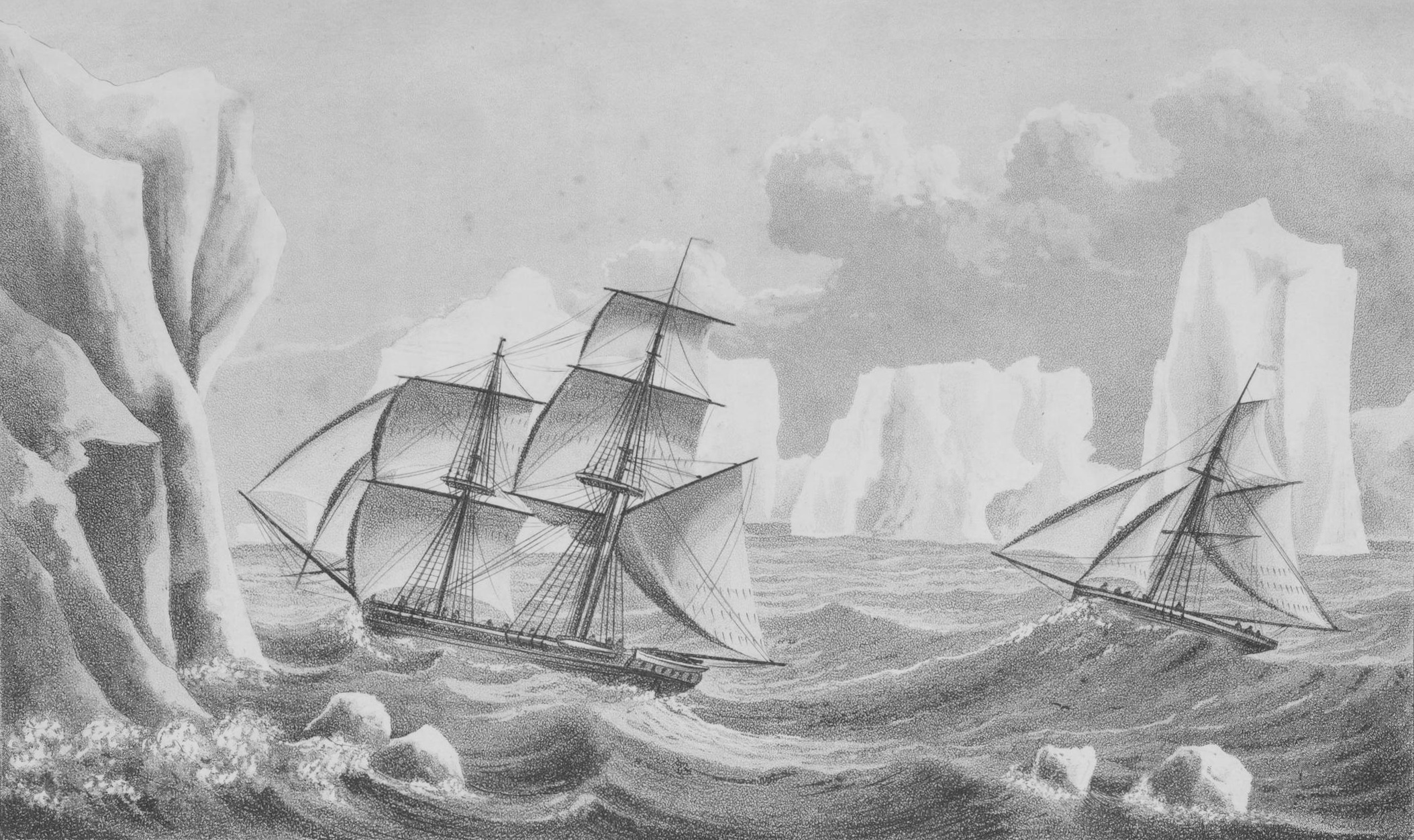
Navires de Weddell, Jane et Beaufoy.

L’expédition Weddell est une expédition menée entre 1821 et 1824 par le britannique James Weddell dans les eaux antarctiques.
En 1819, aux commandes du brigantin Jane, qui avait été adapté pour la chasse à la baleine, Weddell fait voile vers les zones de pêche à la baleine récemment découvertes près de la Géorgie du Sud-et-les Îles Sandwich du Sud. L'intérêt principal qu'il voit à ce voyage est de trouver les « îles Aurora », qui avaient été signalées au 53e parallèle sud, 48°O par le navire espagnol Aurora en 1762. Weddell ne découvre pas cette terre car celle-ci n'existe pas, mais la chasse au phoque se traduit par un joli profit.
En 1822, Weddell fait une deuxième partie du voyage. Il est encore aux commandes du Jane, cette fois accompagné du plus petit navire Beaufoy, commandé par Matthew Brisbane, et met le cap vers le Sud avec les instructions de ses employeurs que si la pêche aux phoques se révèle non concluante, il doit alors « explorer en allant plus loin que ne l'avaient fait les navigateurs précédents ». Cela convient au tempérament inné d'explorateur de Weddell et il équipe son navire de chronomètres, thermomètres, compas, baromètres et cartes marines. En janvier 1823, il explore les eaux entre les îles Sandwich du sud et les îles Orcades du Sud, à la recherche de nouvelles terres. N'en trouvant aucune, il met le cap vers le sud, en suivant le 40e méridien ouest, pénétrant profondément dans la mer qui porte désormais son nom. La saison est particulièrement calme et Weddell note qu'« on ne pouvait voir aucune particule de glace de quelque sorte que ce soit ». Le 20 février 1823, il atteint un nouveau « point le plus au sud », situé à 74° 15′ 00″ S, 34° 16′ 45″ O, trois degrés au-delà de l'ancien record de James Cook. Ignorant qu'il est proche de la terre, Weddell décide de s'en retourner vers le nord à partir de ce point, convaincu que la mer continue jusqu'au pôle Sud.
S'il avait navigué encore deux jours, il serait arrivé en vue de la terre de Coats, qui n'est découverte qu'en 1904 par William Speirs Bruce durant l'expédition Scotia (1902-1904). À son retour en Angleterre, l'affirmation de Weddell selon laquelle il aurait dépassé le record établi par le capitaine Cook dans une pareille proportion « provoqua quelques haussements de sourcils sceptiques », mais est bientôt acceptée.